# Động đất Nguyên Lộc 1703
Động đất Nguyên Lộc năm 1703 (元禄大地震 (Nguyen Lộc Đại Địa Chấn) Genroku Daijishin) xảy ra vào ngày 31 tháng 12 năm 1703 ở Edo, một tên cũ của Tōkyō, Nhật Bản ngày nay. Nó làm chấn động Edo và có khoảng 2.300 người thiệt mạng. Nguyên Lộc là một niên hiệu của Nhật Bản kéo dài từ năm 1688 đến 1704 dưới thời Thiên hoàng Higashiyama.
Trận động đất có độ lớn 8,2 M, được cho là thuộc nhóm các động đất xuất phát từ ranh giới giữa các mảng (mảng Thái Bình Dương, Bắc Mỹ và Philippin) có tâm chấn kéo dài từ vịnh Sagami đến đầu của bán đảo Bōsō cũng như khu vực dọc theo rãnh Sagami trong vùng biển hở đông nam bán đảo Boso. Trận động đất này sau đó gây ra sóng thần tấn công vào các khu vực ven biển của bán đảo Boso và vịnh Sagami. Trận sóng thần này làm hơn 6.500 người thiệt mạng trên bán đảo Boso và hơn 10.000 thiệt mạng.
Trận động đất đã làm cho vùng bờ biển bị sụp lún khoảng từ 0 đến 0,9 m còn chỗ nâng cao nhất đến 5 m. Hồ Habu ở Izu Ōshima bị sụp đổ và bị trôi ra biển. Một bậc thềm biển có thể đã được tạo ra từ trận sóng thần này.